# Ель Макферсон
Ель Макферсон (англ. Elle Macpherson; нар. 29 березня 1964) — австралійська топ-модель, акторка, телеведуча, телепродюсерка, дизайнерка та підприємиця. Власниця мережі ресторанів «Fashion Cafe» разом з Наомі Кемпбелл, Крісті Тарлінгтон і Клаудією Шиффер.

## Біографія
Народилася 29 березня 1964 року в маленькому місті Кронулла в штаті Новий Південний Уельс, Австралія.
Стала відомою завдяки рекордній шестиразовій появі на обкладинці Sports Illustrated Swimsuit. 
Створила лінію жіночої білизни «Elle Macpherson Intimates».

## Особисте життя
У 1986—1989 роках була одружена з фотографом Жілем Бенсимоном (нар. 1944).
У 1996—2005 роках перебувала у фактичному шлюбі з фінансистом Арпадом Буссоном (нар. 1963). У шлюбі народила двох синів: Арпад Флінн Олександр Буссон (14.02.1998) і Авреліус Сай Андреа Буссон (04.02.2003).
З липня 2013 року одружена з бізнесменом Джеффрі Соффером, з яким зустрічалася 4 роки.

## Фільмографія
| Рік       | Назва українською        | Оригінальна назва        | Роль                      |
| --------- | ------------------------ | ------------------------ | ------------------------- |
| 1990      | Еліс                     | Alice                    | модель                    |
| 1994      | Сирени                   | Sirens                   | Шила                      |
| 1996      | Джейн Ейр                | Jane Eyre                | Бланш Інгрем              |
| 1996      | Якщо Люсі впаде          | If Lucy Fell             | Джейн Ліндкіст            |
| 1996      | У дзеркала два обличчя   | The mirror has two faces | Кендіс                    |
| 1997      | Бетмен і Робін           | Batman & Robin           | Джулі Медісон             |
| 1997      | На межі                  | The Edge                 | Міккі Морс                |
| 1998      | З друзями як ці…         | With Friends Like These… | Саманта Мастендрі         |
| 1999-2000 | Друзі                    | Friends                  | Жанін Лекруа (5 епізодів) |
| 2001      | Дівчата у великому місті | A Girl Thing             | Лорін Тревіс              |
| 2001      | Південний Кенсінгтон     | South Kensington         | Камілла                   |
| 2009      | Красиве життя            | The Beautiful Life: TBL  | Клаудіа Фостер            |
| 2013      | Голлівудські вампіри     | Vampires of Hollywood    | Магдалена                 |